# مارفن واشنطن
مارفن واشنطن (بالإنجليزية: Marvin Washington)‏ هو لاعب كرة قدم أمريكية أمريكي، ولد في 22 أكتوبر 1965 في دنفر في الولايات المتحدة.

## وصلات خارجية
- مارفن واشنطن على موقع كلية كرة السلة في سبورتس رفرنس.كوم (الإنجليزية)
- مارفن واشنطن على موقع مرجع كرة القدم المحترفة.كوم (الإنجليزية)